# Tőkésbánya község
Tőkésbánya község (románul: Comuna Groși) község Máramaros megyében, Romániában. Központja Tőkésbánya, beosztott falvai Alsóújfalu, Feketefalu.

## Népessége
A 2011-es népszámlálás adatai alapján a község népessége 2857 fő volt.